# Skiffertrut
Skiffertrut (Larus schistisagus) är en fågel i familjen måsfåglar inom ordningen vadarfåglar. Den förekommer i kustområden i östra Asien och i norra Alaska. Arten är en mycket tillfällig gäst i Europa med endast en handfull fynd. Beståndet är relativt litet men anses vara livskraftigt.

## Utseende

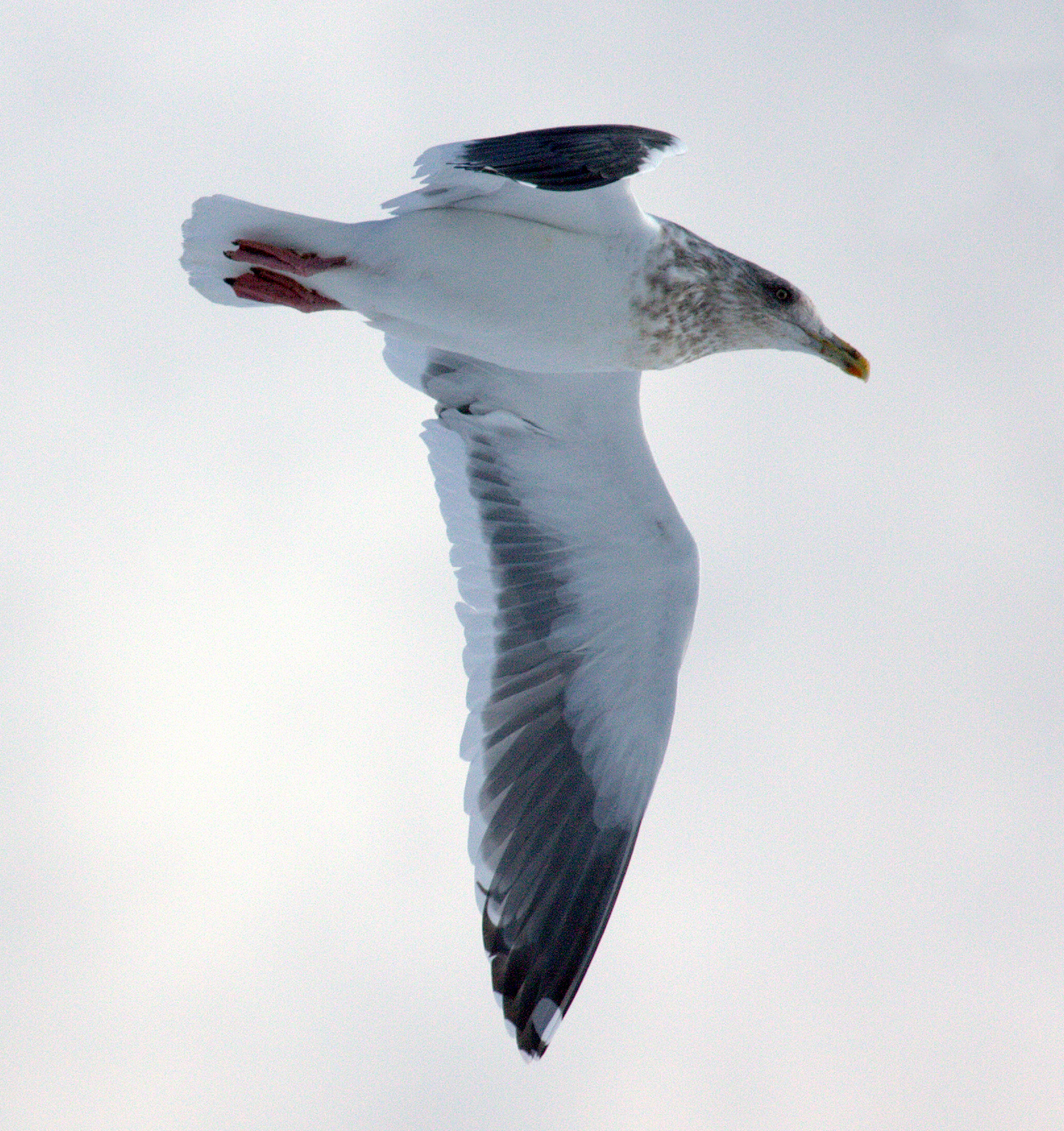
Adult i vinterdräkt.

Skiffertruten är en stor och kraftig trut med fyra åldersklasser. Den mäter 55-67 cm, har ett vingspann på 132-148cm och väger 1 050-1 670 kg. I adult sommardräkt har den skiffergrå vingovansida med vit bakkant, svarta yttre vingspetsar med vita fläckar och är i övrigt vit. I flykten syns på vingundersidan mörka vingpennor vilket skapar ett kontrasterande mönster. Den har en kraftig gul näbb med stor röd gonysfläck och mörkrosa kraftiga tarser. Den har en rödrosa orbitalring och gul iris. I adult vinterdräkt har den mörkvattrat huvud. 
Juvenilen har svart näbb och mycket mörkt brun vattrad fjäderdräkt, som långsamt blir ljusare, speciellt på huvudet. I första sommardräkt kan den vara nästan helvit med mörka vingspetsar och stjärt. I andra årets vinterdräkt är den vattrad i ljust grått och vitt förutom skulderfjädrar som är grå, och vingspetsarna och stjärtfjädrarna som är svarta. I denna dräkt har den ljust rosabeige näbb med stor svart näbbspets.

## Läte
Lätena liknar gråvingad trut. Det långa lätet är långsammare och djupare än västtrutens.

## Utbredning
Fågeln häckar från nordöstra Sibirien till Japan, och i norra Alaska. De nordliga häckarna flyttar söderut om vintern till isfria områden och vintertid uppträder arten från Kommendörsöarna och Hokkaido till Nord- och Sydkorea och Taiwan. Ibland övervintrar den även i sydöstra Kina. Den observeras sällan utanför sitt utbredningsområde, men rapporter finns från Kanada, kontinentala USA, Hawaii och Boninöarna. Den har också observerats en handfull gånger i Europa, med första fyndet i Litauen 2008 och därefter i Storbritannien 2011, i Finland, Vitryssland och på Island 2012, i Irland 2014 och 2015, Tyskland 2016 och Polen 2017.

## Ekologi
Skiffertruten häckar i kolonier på isolerade öar med gräs, på klippor, på sandiga och steniga kuster och lokalt även på hustak. Vintertid uppehåller den sig utmed isfria kuster, vid flodmynningar och hamnar.

## Hot och status
Artens population är förhållandevis liten och dess populationstrend är okänd, men utbredningsområdet är relativt stort. Internationella naturvårdsunionen IUCN bedömer att den inte är hotad och placerar den därför i kategorin livskraftig.